# Cryptogramma gracilis
Cryptogramma gracilis là một loài thực vật có mạch trong họ Adiantaceae. Loài này được (Michx.) Clute miêu tả khoa học đầu tiên năm 1906.